# Герман Літц

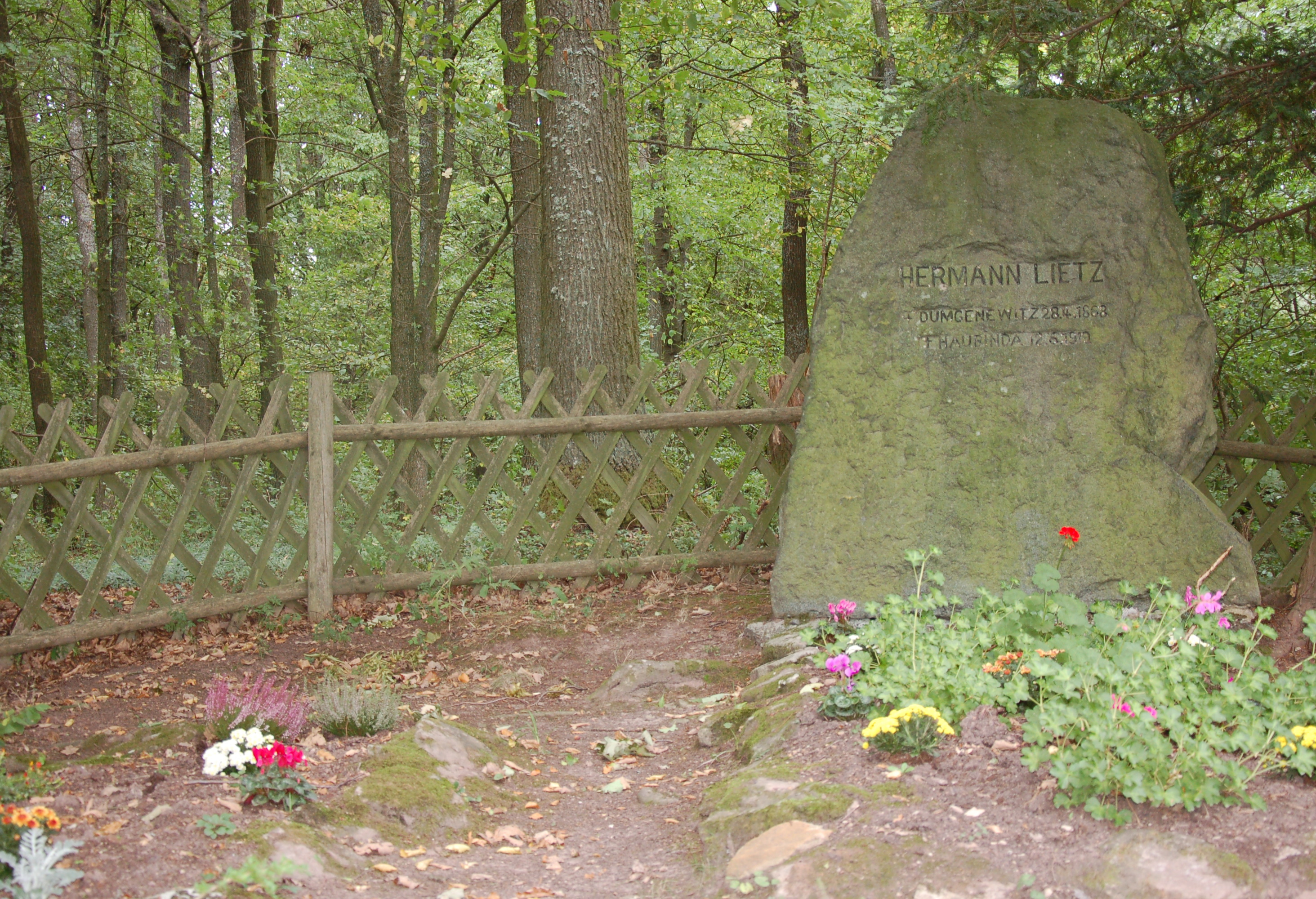
Могила Германа Літца в Гаубінді

Ге́рман Лі́тц (нім. Hermann Lietz; нар. 28 квітня 1868 — пом. 12 червня 1919, Гаубінда) — класик німецької педагогіки; один з прихильників «нового виховання». Послідовник Жана-Жака Руссо та Й.Г. Песталоцці.

## Діяльність
Літц заснував систему приватних сільських виховних будинків. Ці інтернати мали виховувати «духовну еліту», здатну протистояти руйнівному людському духу дійсності. Характерними особливостями цих шкіл були:
- морально-громадянське виховання як основа діяльності школи;
- вільний навчальний план, побудований на трудовому принципі у широкому його розумінні[6].

Серед навчальних предметів Літц особливу увагу приділяв вивченню національної історії, літератури та мистецтва. Окрім цього, в цих будинках широко використовувалася фізична праця як найважливіший засіб оздоровлення духу й тіла.
Практика діяльності шкіл, створених Літцом, сприяла подоланню авторитарності у навчально-виховному процесі, була спрямована на уникнення тиску на дитину, формалізму в освіті, тобто на реалізацію ідей реформаторської педагогіки.

## Критика
Літц критикував німецькі середні школи за перевантаженість програм книжними знаннями, а також  за одностороннє захоплення викладання іноземних мов та математики.